# Amasra
Amasra je majhno pristaniško mesto na južni obali Črnega morja v provinci Bartın, Turčija. Mesto ima 6.098 prebivalcev (2021).
Mesto je zelo cenjeno zaradi svojih plaž in naravnega okolja, zato je turizem najpomembnejša dejavnost njegovih meščanov. Amasra ima dva otoka: večjega  imenom Büyük ada (Veliki otok) in manjšega z imenom Tavşan adası (Zajčji otok). Nekoč bizantinsko mesto je po obleganju 16.-17. oktobra 1460 zavzelo in k svoji državi priključilo Osmansko cesarstvo.

## Zgodovina
Amasra se nahaja v starodavni pokrajini Paflagoniji in zdi se, da se je prvotno imenovala Sezamos (grško: Σήσαμος, Sesamos). Homer jo v Iliadi omenja v povezavi s Citorom, Štefan Bizantinski pa pravi, da se je prvotno imenovala Kromna (starogrško: Κρῶμνα), vendar je stala drugje. Ime Amasra je  dobila po Amastridi, nečakinji zadnjega perzijskega kralja Dareja III., ki je bila žena  tirana Dioniza Heraklejskega, in po njegovi smrti žena makedonskega vojskovodje Lizimaha. Amastrida je po ločitvi od Lizimaha štiri majhne jonske kolonije, Sezam, Kitor, Kromna in Tium  združila v novo skupnost Amastris s središčem ob majhni reki z enakim imenom. Po Strabonu se je Tium kmalu ločil od skupnosti, kar kaže, da je bila Amastris v resnici konfederacija.
Plinij mlajši kot guverner Bitinije in Ponta v svojem pismu cesarju Trajanu opisuje Amasro kot lepo mesto z zelo dolgim odprtim prostorom, reko pa kot umazan odprt odtočni kanal. Plinij je pridobil cesarjevo dovoljenje za prekrivanje kanala.
V bizantinskem obdobju so akropolo spremenili v trdnjavo in zgradili cerkev, ki še stoji.  Med prvo rusko-bizantinsko vojno v 830. letih so mesto oplenili Rusi. V 9. stoletju je kombinacija lokalne industrije, trgovine in kmetijstva Amasro naredila za eno od uspešnejših mest ob Črnem morju.
V 13. stoletju je Amasra večkrat zamenjala gospodarja. Najprej jo je zavzela gruzijska vojska Davida Komnena, ki je leta 1204 postal vladar Trabzonskega cesarstva, nato pa so jo v nekem trenutku v naslednjih desetih letih zavzeli Turki Seldžuki. Leta 1261 jo je v svojem poskusu monopoliziranja črnomorske trgovine pridobila Genovska republika. Genovska dominacija se je končala, ko je osmanski sultan Mehmed II. osvojil celotno anatolsko obalo Črnega morja.
Iz Amasre je bil starogrški pisec Mironijan.

## Glavne zanimivosti
Amasra je zaradi svoje arhitekturne dediščine članica Evropskega združenja zgodovinskih mest in regij s sedežev v Norwichu. 
Arheološki muzej
V srednje velikem arheološkem muzeju so razstavljene najdbe na kopnem in v morju. Posebej zanimiv je kip kačjega boga Glikona, delo lokalnega kiparja iz rimskega obdobja. 
Grad
Grad je bil zgrajen v rimskem obdobju, obzidje pa v bizantinskem. Prednje obzidje in mestna vrata so zgradili Genovežani v 14. in 15. stoletju. Grad stoji na ozkem polotoku, zato je do vira pitne vode zgrajen podzemni tunel. 
Mošeja
Mošeja je bila prvotno bizantinska cerkev, zgrajena v 9. stoletju. Cerkveni narteks je sestavljen iz treh delov. Potem ko je osmanski sultan Mehmed II. leta 1460 osvojil Amasro, so cerkev spremenili v mošejo, ki je odprta molitve. Na isti ulici je tudi kapela, vendar je od leta 1930 zaprta za molitve.
Spomenik na Ptičji skali
Spomenik na Ptičji skali (turško: Kuşkayası Anıtı) je v skalo vklesan spomenik, izdelan v letih 41-54  na ukaz Gaja Julija Akvile, guvernerja province Bitinija in Pont. Spomenik stoji nedaleč od mesta in je dostopen po stopnicah z lokalne ceste.